# Wachendorfia

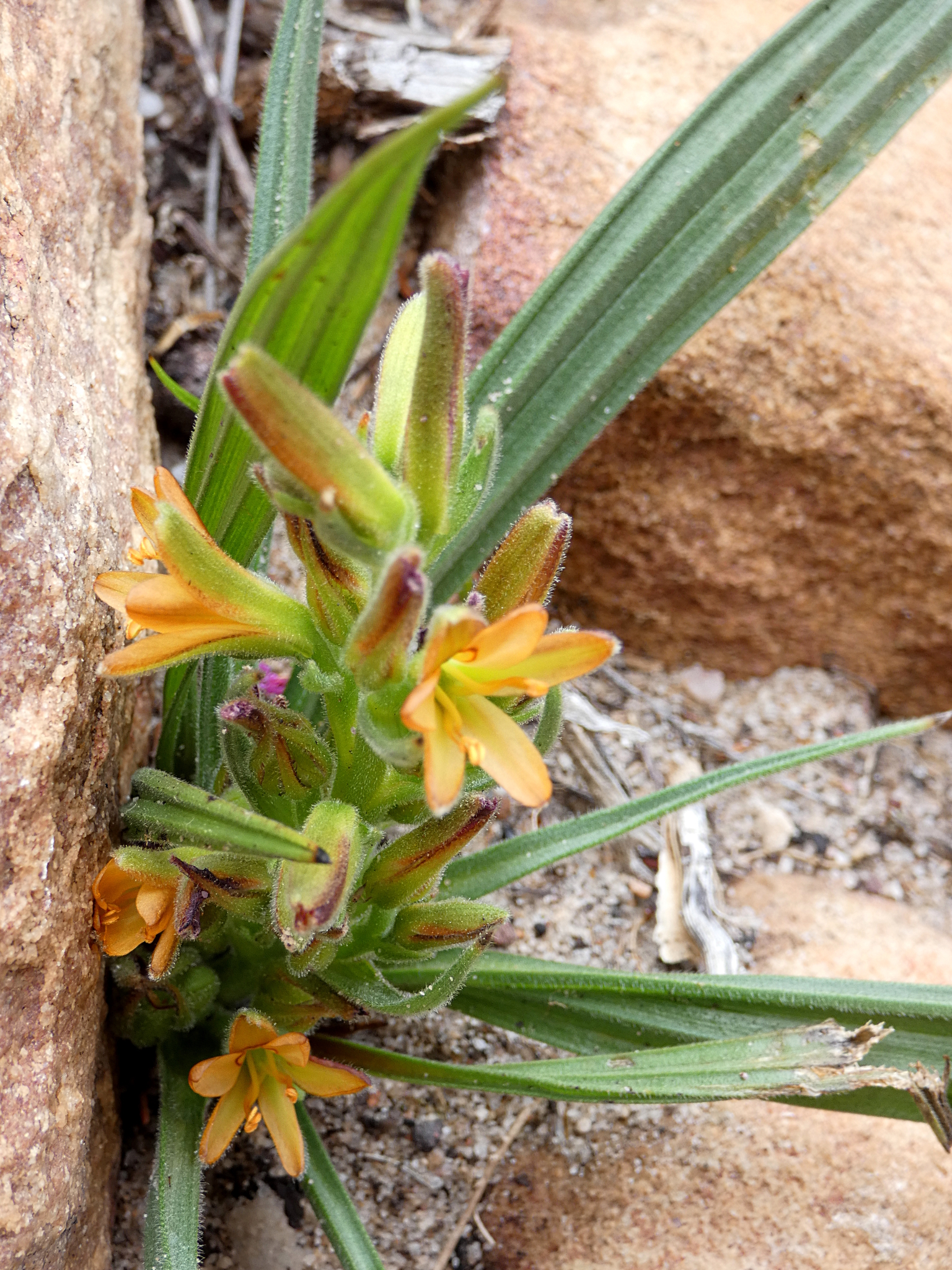
Wachendorfia multiflora

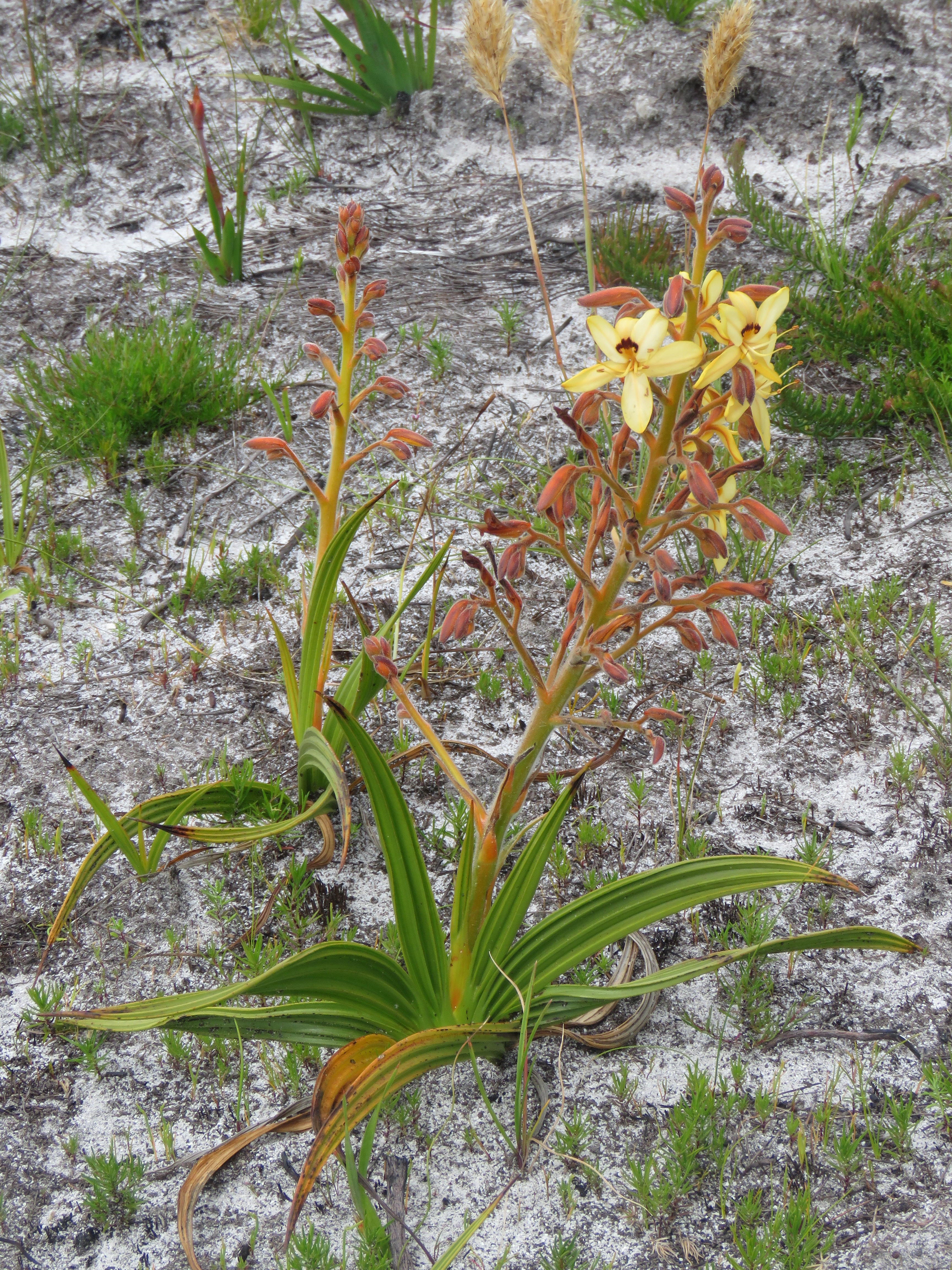
Wachendorfia paniculata

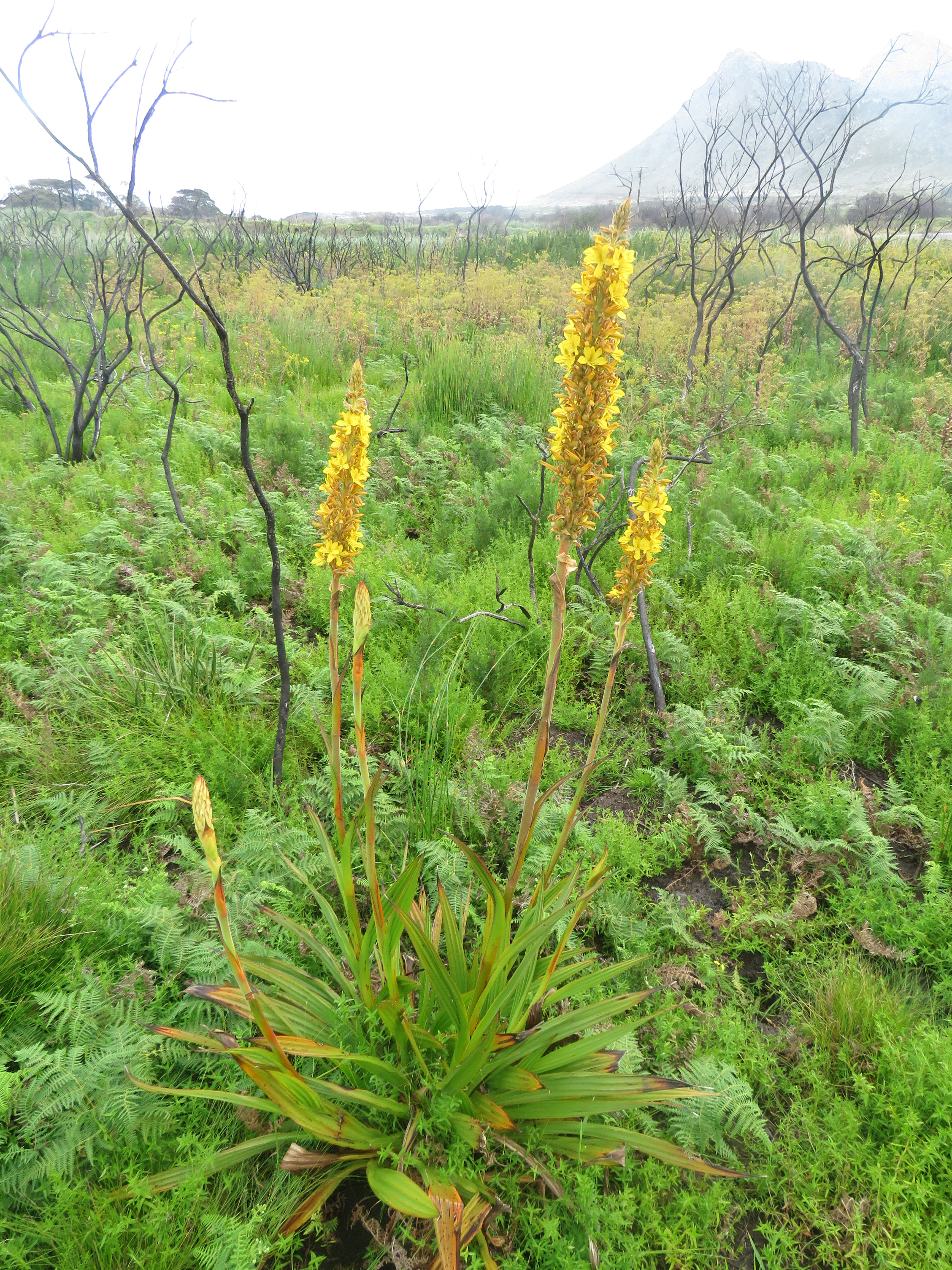
Wachendorfia thyrsiflora

Wachendorfia Burm. ex L. – rodzaj roślin z rodziny hemodorowatych. Obejmuje cztery gatunki występujące endemicznie w Prowincjach Przylądkowych w Południowej Afryce.
Nazwa naukowa rodzaju honoruje Everta Jacoba van Wachendorffa, żyjącego w XVIII wieku holenderskiego profesora medycyny, botaniki i chemii na Uniwersytecie w Utrechcie, jednego z pierwszych dyrektorów Ogrodów Botanicznych tego uniwersytetu.

## Morfologia
PokrójWieloletnie rośliny zielne, o wysokości do 250 cm.
PędyKłącze mięsiste, jaskrawoczerwone, nieregularne do jajowatego. Kłącze podzielone jest na trzy węzły, z kąta których wyrasta jeden liść, oraz pąk wierzchołkowy, z którego wyrasta pęd kwiatostanowy.
LiścieWzniesione lub rozpostarte. Blaszki liściowe równowąskie, lancetowate lub sierpowate, twarde, zawsze wzdłużnie fałdowane, całobrzegie, nagie do owłosionych, zielone do żółtozielonych, długości 10–90 cm. Roślina tworzy trzy liście z kątów kłącza oraz różną liczbę liści łodygowych. Dolne liście tworzą pochwy liściowe wokół nasady pędu kwiatostanowego. Dwa najniżej położone liście łodygowe obejmujące łodygę i naprzeciwległe, wyższe skrętoległe i nie obejmujące łodygi.
KwiatyZebrane w luźną i deltoidalną do zwartej i cylindrycznej wiechę, wyrastającą na pędzie kwiatostanowym o wysokości od 10 do 250 cm. Szypułki zielne, okrągłe do kanciastych na przekroju, bardzo krótkie do długich (osiągających 25 cm), niemal wzniesione do rozpostartych. Oś główna kwiatostanu pokryta krótkimi włoskami, włosista u nasady, gruczołowata bliżej wierzchołka. Przysadki wzniesione lub odgięte, zielne lub błonkowate, zaostrzone, zwykle owłosione. Okwiat sześciolistkowy, grzbiecisty. Listki okwiatu położone w dwóch okółkach różnej wielkości, rozłożyste, podługowate, żółte do brzoskwiniowych. Trzy dolne wolne, trzy górne zrośnięte u nasady. Listki zewnętrznego okółka owłosione odosiowo. Dwa otwarte, ostrogowate miodniki powstają z nasady zewnętrznego, górnego listka i dwóch sąsiadujących listków wewnętrznych. Trzy pręciki naprzeciwległe wewnętrznym listkom okwiatu, górne dwa zwisłe, dolny odginający się na bok. Nitki wolne, nitkowate, zakrzywione w dół, a następnie do góry. Główki pręcików jajowato-strzałkowate. Pylniki pękające wzdłużnie, skierowane do wewnątrz, wielkości 0,2–3×0,5–1 mm. Ziarna pyłku łódkowate, jednobruzdowe, z brodawkowatą egzyną. Zalążnia górna, owłosiona, trójkomorowa, z jednym zalążkiem w każdej komorze. Szyjka słupka nitkowata, wygięta na bok. Znamię słupka główkowate.
OwoceOstro trójklapowane torebki pękające komorowo, zwykle ogruczolone, omszone. Nasiona kulistawe do jajowatych, gęsto owłosione.

## Biologia i ekologia
RozwójGeofity ryzomowe. Trzy gatunki przechodzą okres spoczynku, jeden jest wiecznie zielony. Każdego roku roślina tworzy nowe kłącze, przy czym kłącze z poprzedniego roku pozostaje przyczepione do niego, aż do rozkładu. U niektórych roślin obecne są stare kłącza z 3 poprzednich lat, połączone sekwencyjnie z nowym kłączem. Nowe kłącze powstaje z jednego z trzech pąków położonych w węzłach starego kłącza. W. thyrsiflora może wytwarzać z kłącza boczne stolony, których długość może sięgać kilku metrów, z wierzchołków których mogą wyrosnąć nowe rośliny. Zapylacze tych roślin nie są poznane, jednak z uwagi na nietypową budowę kwiatów i relatywnie dużą odległość między znamieniem słupka a pylnikami, są to prawdopodobnie duże owady, znacznie większe od pszczoły miodnej. Na kwiatach obserwowano bąki oraz chrząszcze. Kwitną od sierpnia-września do listopada-grudnia, rzadziej do początków lutego.
SiedliskoWachendorfia thyrsiflora zasiedla miejsca stale wilgotne, zwłaszcza wzdłuż strumieni i miejsc wycieku wody. Gatunek ten występuje na wysokości do 1200 m n.p.m. W. paniculata zasiedla fynbos i występuje głównie na glebach pochodzących z piaskowca z Góry Stołowej, chociaż odnotowano go również na glebach granitowych, piaskach aluwialnych i glebach gliniastych pochodzących z łupków. Gatunek ten spotykany jest do około 1700 m n.p.m. W. parviflora zasiedla gleby piaskowcowe i granitowe, w siedliskach począwszy od suchych, piaszczystych zagłębień na obszarze przybrzeżnego fynbosu do wilgotnych, skalistych półek skalnych fynbosu górskiego. Często występuje razem z W. paniculata, jednak jej zasięg nie przekracza 500 m n.p.m. W. brachyandra preferuje stanowiska wilgotne, często na obrzeżach lasów lub wzdłuż cieków wodnych w fynbosie. Często spotyka się go w niedawno wypalonych miejscach. Występuje na wysokości do 600 m n.p.m.
Cechy fitochemiczneW roślinach z tego rodzaju obecne są fenylofenalenony.
GenetykaHaploidalna liczba chromosomów n wynosi 15.

## Systematyka
Pozycja systematycznaRodzaj z podrodziny Haemodoroideae w rodzinie hemodorowatych (Haemodoraceae) w rzędzie komelinowców (Commelinales).
Wykaz gatunków
- Wachendorfia brachyandra W.F.Barker
- Wachendorfia multiflora (Klatt) J.C.Manning & Goldblatt
- Wachendorfia paniculata L.
- Wachendorfia thyrsiflora L.

## Zastosowanie użytkowe
Wachendorfia paniculata i W. thyrsiflora uprawiane są jako rośliny ozdobne.